# San Rafael de Carvajal
San Rafael de Carvajal é um município da Venezuela localizado no estado de Trujillo.
A capital do município é a cidade de Carvajal.